# Stará Bašta
Stará Bašta é um município da Eslováquia, situado no distrito de Rimavská Sobota, na região de Banská Bystrica. Tem 8,37 km² de área e sua população em 2018 foi estimada em 336 habitantes.

## Demografia
| Ano:        | 1994 | 2004    | 2014    | 2024   |
| ----------- | ---- | ------- | ------- | ------ |
| Broj ljudi: | 416  | 368     | 318     | 323    |
| Razlika:    |      | -11,53% | -13,58% | +1,57% |

| Ano:               | 2023 | 2024   |
| ------------------ | ---- | ------ |
| Número de pessoas: | 319  | 323    |
| Diferença:         |      | +1,25% |